# Andrée Weitzel
Andrée Weitzel, née le 17 mai 1917 à Lausanne et morte le 20 septembre 1984 dans la même ville, est une journaliste suisse et une cadre supérieure du Service complémentaire féminin.

## Biographie
Weitzel passe une maturité commerciale et obtient le diplôme fédéral de photographie. De 1939 à 1945, elle fait du volontariat au Service complémentaire féminin (SCF), au sein du service de repérage et de signalisation d'avions, dont elle est nommée inspectrice en 1943. De 1945 à 1953, elle travaille comme journaliste et cheffe de service dans les cours pour officiers. Weitzel est nommée cheffe du bureau du SCF en 1953, en remplacement de Hedwig Schudel, et occupe ce poste jusqu'en 1976. Elle démissionne de ce rôle alors que le service est en cours de restructuration.
En dehors de sa vie professionnelle, elle est vice-présidente de la commission nationale pour l'UNESCO (de) et de la Nouvelle Société helvétique et joue un rôle dans le Service suisse d'action et de documentation. Membre du CICR à partir de 1979, elle prend part à de nombreuses activités (diffusion du droit international humanitaire au sein des forces armées, position de la femme au sein de l'organisation, problèmes médico-sociaux du personnel, sécurité des délégués, etc.) et effectue des missions, notamment au Liban, aux Philippines, en Roumanie, en France et au Danemark. Elle intègre son comité exécutif en 1981, la seule femme parmi six hommes.
Morte le 20 septembre 1984, une cérémonie funèbre a lieu le 25 septembre à Lausanne en présence du président du CICR, Alexandre Hay (en).

## Publications
Après la Seconde Guerre mondiale, elle est chargée de rédiger une étude concernant les modalités de la participation des femmes à la défense du pays. Son rapport intitulé La participation de la femme à la défense paraît en 1979 et fait aussitôt l'objet d'une violente controverse publique, certains arguant qu'il était au service d'une « militarisation totale des femmes ». En 1984, l'un de ses postulats, l'égalité des hommes et des femmes dans l'armée suisse, est approuvé par l'Assemblée fédérale et le Service complémentaire féminin transformé en Service féminin de l'armée.